# Griswold (Iowa)
Griswold es una ciudad ubicada en el condado de Cass en el estado estadounidense de Iowa. En el censo de 2020 tenía una población de 994 habitantes y una densidad poblacional de 649,35 personas por km².

## Geografía
Griswold se encuentra ubicada en las coordenadas 41°14′4″N 95°8′21″O / 41.23444, -95.13917. Según la Oficina del Censo de los Estados Unidos, Griswold tiene una superficie total de 1.6 km², de la cual 1.6 km² corresponden a tierra firme y (0%) 0 km² es agua.

## Demografía
Según el censo de 2010, había 1036 personas residiendo en Griswold. La densidad de población era de 649,35 hab./km². De los 1036 habitantes, Griswold estaba compuesto por el 97.49% blancos, el 0.97% eran afroamericanos, el 0.29% eran amerindios, el 0.1% eran asiáticos, el 0% eran isleños del Pacífico, el 0.29% eran de otras razas y el 0.87% pertenecían a dos o más razas. Del total de la población el 1.06% eran hispanos o latinos de cualquier raza.